# Gespließte

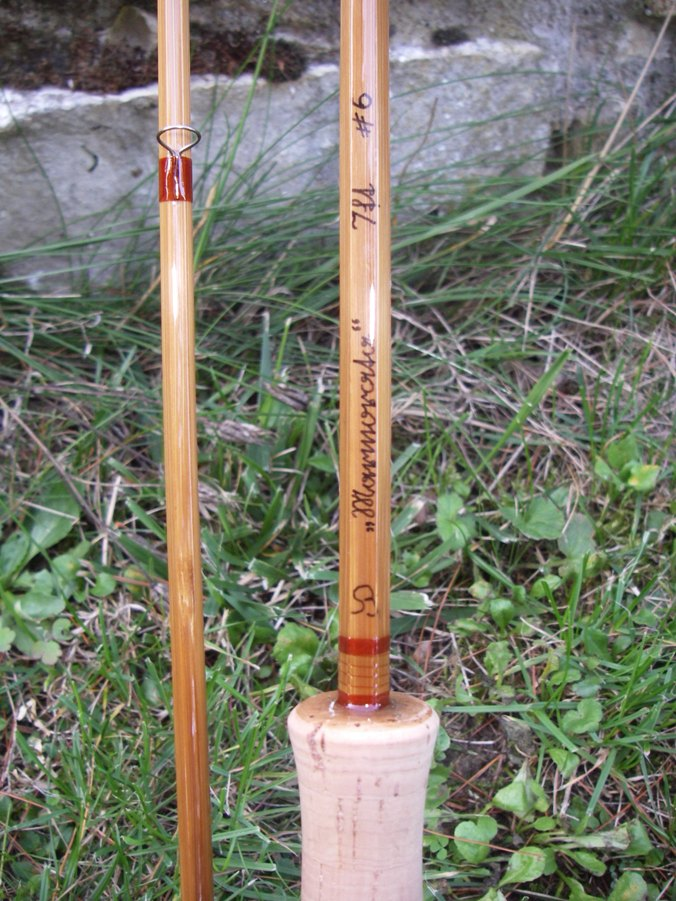
Gespließte

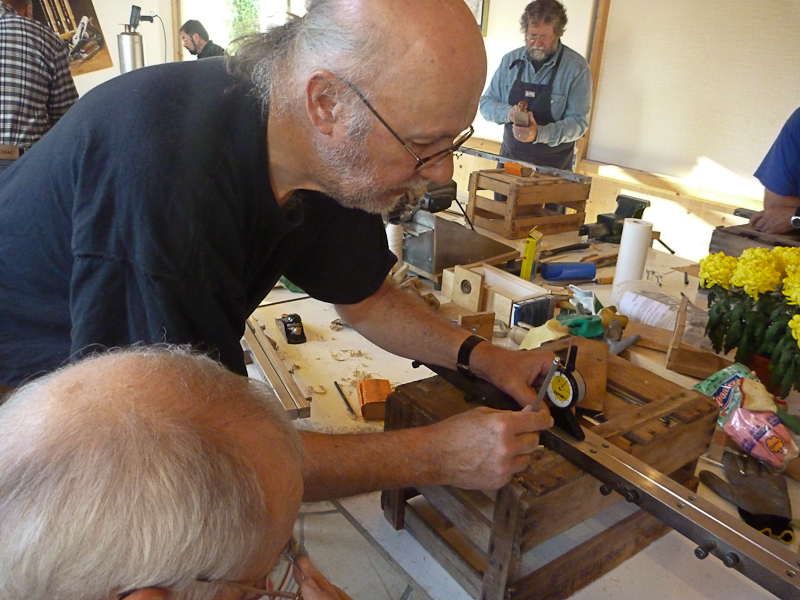
Form einstellen

Unter Gespließten versteht man Angelruten aus dem Naturmaterial Bambus, die heute noch beim Fliegenfischen verwendet werden.
Zur Herstellung wird Bambus aus der chinesischen Provinz Tonkin bevorzugt. Insbesondere der Bambus Arundinaria amabilis, welcher nun Pseudosasa amabilis genannt wird, eignet sich hierfür.
In einem der ersten Arbeitsschritte wird der Bambus in Längsrichtung gespalten und so in einzelne Spleiße unterteilt. Der Blank (die blanke Rute ohne Beringung und dergleichen) wird in der Regel aus sechs Spleißen hergestellt, welche miteinander dauerhaft verleimt werden. Es gibt Varianten die aus vier, andere die aus bis zu 18 einzelnen Spleißen aufgebaut werden. Die einzelnen Spleiße werden dazu mit Hilfe eines Handhobels in die gewünschte Form gebracht, wobei mit einer Messuhr die Form eingestellt wird.
Gegenüber Angeln aus modernem kohlenstofffaserverstärktem Kunststoff (CFK, „Kohlefaser“) haben Gespließte den Vorteil, dass sie nicht bruchanfällig auf Schläge reagieren. Eine Gespliesste muss nicht schwerer sein als eine Kohlefaserrute, durch das Hohlspleißen sind auch hier geringe Gewichte zu erzielen. Auch das Vorurteil, eine Gespließte brauche viel Pflege ist nicht korrekt, sie wird lediglich nach dem Fischen abgewischt und trocken aufbewahrt. Über längere Zeiträume sollten Gespließte hängend im Futteral oder stehend im geöffneten Rutenrohr aufbewahrt werden. Gespliesste müssen nicht teurer sein als Kohlefaserruten.